# Fusiturricula maesae
Fusiturricula maesae é uma espécie de gastrópode do gênero Fusiturricula, pertencente a família Drilliidae.